# Gightis
Gightis  és un jaciment arqueològic de Tunísia a la costa continental del golf de Boughrara, governació de Médenine, delegació de Médenine Sud.
La ciutat fou fundada pels cartaginesos, i va passar després als romans; aquests el van usar com a port comercial i base naval. Fou arruïnat pels vàndals i la ciutat va desaparèixer al segle vii. El lloc es va recuperar al segle xx i avui és una ciutat d'uns 5.000 habitants a l'oest de les restes arqueològiques. Les ruïnes s'estenen per 130 hectàrees i es poden veure un temple (amb pòdium, escales i columnes), el fòrum d'Hadrià, unes termes, les restes del port i alguns elements menors.